# Liste des crises monétaires et financières
Pour des articles plus généraux, voir Crise monétaire, Crise financière et Histoire des bourses de valeurs.
Voici, ci-dessous, un ensemble de tableaux récapitulant les crises ayant durablement atteint le monde économique ou financier. Leur nombre a explosé depuis 1971, année considérée comme le point de départ d'un ensemble d'évènements qui engendre une période d'instabilité financière mondiale. Cette instabilité est due à un nombre réduit de facteurs qui a contribué à bouleverser l'économie mondiale entre 1971 et les années 1990 :
- Abandon du système de référence du Gold Exchange Standard et de la suprématie du dollar :
  - 1971 : abandon du système du Gold Exchange Standard (qui avait remplacé l'étalon-or en 1933). Le Gold Exchange Standard continuait d'assurer une stabilité du cours des monnaies en les référençant toutes par rapport au dollar US, mais avait rendu précaire la convertibilité métallique du dollar. Première dévaluation du dollar américain.
  - 1973 : flottement généralisé du cours des monnaies à la suite de l'abandon du dollar comme monnaie de référence en 1971. Deuxième dévaluation du dollar US qui n'est définitivement plus reconnu comme une monnaie forte de référence et continue à se déprécier jusqu'en 1979.
  - 1976 : institutionnalisation du flottement généralisé des monnaies lors des Accords de la Jamaïque.

Ensuite, d'autres facteurs vinrent se greffer à la fin de la reconnaissance des États-Unis comme économie-monde financière :
- Le début d'une mondialisation financière favorisée par la montée en puissance des investissements dans la finance :
  - 1979 : mise en place d'une politique monétaire restrictive aux États-Unis avec des taux d'intérêt élevés et excitant l'appétit d'investisseurs, prêts à placer des fonds sur les marchés financiers.
  - 1975-1981 : afflux de nouveaux capitaux sur le marché américain en crise issus des revenus du pétrole dans les pays de l'OPEP : les pétrodollars. On voit le début d'une mondialisation financière.
  - Années 1980-90 : poursuite du phénomène de mondialisation créé par la circulation généralisée des capitaux et par l'amélioration des NTIC. Entrée progressive des capitaux chinois (à partir de 1978) et de l'ex-URSS sur le marché mondial.
- L'importance accordée aux marchés financiers par les politiques menées dans les grandes puissances occidentales :
  - 1979-1992 : émergence des politiques néolibérales appliquant la politique des 3D (déréglementation, désintermédiation, décloisonnement) favorable à l'épanouissement des marchés financiers au Royaume-Uni et aux États-Unis sous les présidences ou gouvernements de Ronald Reagan, Margaret Thatcher, George Herbert Bush et John Major.
  - 1986 : « big bang » à la bourse de Londres. Application des 3D.

## Avant 1971
| Année | Crise                                     | Marchés financiers en cause  | Mécanismes en jeu |
| ----- | ----------------------------------------- | ---------------------------- | --- |
| 1637  | Tulipomanie                               | Marché à terme               | En février 1637, après plusieurs années de spéculations sur le cours des bulbes de tulipes aux Pays-Bas, les prix s'effondrent brusquement provoquant la ruine de nombreux spéculateurs. Cet épisode concernant le marché de la tulipe est considéré par certains historiens comme le premier exemple de bulle spéculative économique et financière de l’histoire. |
| 1720  | Krach de 1720                             | Actions                      | En 1720, à quelques mois d'intervalle, deux crises financières interviennent en France et en Angleterre concernant les titres de compagnies exploitant les ressources du Nouveau Monde, la Compagnie des mers du Sud et la Compagnie du Mississippi de John Law. Ces crises sont connues en Angleterre sous le nom de South Sea Bubble et Mississippi Bubble. La Révolution financière britannique est affectée. En France, elle est connue sous le nom de faillite du Système de Law et est la conséquence du taux d'endettement massif de la France en 1715. |
| 1788  | Crise d'avril 1788                        | Emprunts obligataires        | En France, le cours de la Caisse d'escompte s'effondre progressivement au printemps 1788 puis subitement durant l'été, conduisant entre-temps le Trésor royal au bord de la banqueroute et à la convocation des États généraux. |
| 1792  | Panique de 1792                           | Base monétaire               | La Panic of 1792 (mars et avril) américaine suit la création en 1791 de la The First Bank of the United States, première banque centrale américaine. Sa cause est le lancement d'une politique massive de prêts à taux réduits causant une flambée hystérique d'emprunts, suivie d'une brusque remontée des taux, rendant les emprunteurs incapables de tenir leurs engagements et causant leur faillite en chaine. |
| 1797  | Crise monétaire de 1797                   | Banque                       | Le 26 février 1797, la Banque d'Angleterre, à court de réserves, décide de suspendre les paiements en espèces devant l'afflux des demandes de conversion auxquelles les banques du pays sont confrontées. Des bruits d'invasion ont en effet conduit une foule de particuliers, fermiers et petits commerçants à retirer leurs avoirs auprès des banques de province. La banqueroute de plusieurs d'entre elles renforcera le mouvement et il en résultera ce qui est considéré comme la première panique bancaire qui affecte aussi les jeunes États-Unis. |
| 1810  | Crise de 1810                             | Banque                       | En 1810, alors que la Grande-Bretagne est soumise au blocus de Napoléon, le système de crédit s'effondre, provoquant de nombreuses faillites. Un an plus tôt, les États-Unis décrétaient l'embargo sur les marchandises et transactions venant de Londres et Paris, mais les causes en sont multiples au-delà du blocus lui-même. D'une part, la livre sterling, détachée de l'or pour ne pas augmenter les impôts en dépit de la situation de guerre, était minée par l'abus du crédit et par l'inflation. D'autre part, l'Angleterre était en butte à des difficultés de recouvrement de ses ventes en Amérique du Sud. Enfin, la politique des licences et la contrebande avaient conduit à une réduction des réserves bancaires. Le marasme qui s'ensuivit donna notamment naissance au luddisme.                                                      |
| 1819  | Crise de 1819                             | Banque                       | La crise de 1819 est la première crise financière de grande ampleur aux États-Unis, si l'on excepte la crise bancaire de 1797-1800. Elle marque la fin de l'expansion qui a suivi la Guerre de 1812, dont le financement avait asséché les réserves bancaires et conduit à une suspension des paiements en espèces en 1814. Il en est résulté une inflation des émissions monétaires privées qui se sont investies dans des placements fonciers spéculatifs avant que la Banque centrale (Second Bank of the United States) n'engage une politique restrictive qui provoquera une vague de faillites et une profonde récession agricole et industrielle. |
| 1825  | Crise boursière de 1825                   | Actions                      | En 1825, à la suite de spéculations intenses sur les investissements latino-américains (banques, assurances, armement de bateaux, construction de canaux...), le cours de ces valeurs s'effondre à la Bourse de Londres. De nombreuses banques font banqueroute et, dans la seule année 1826, environ 3300 entreprises font faillite. Cette crise, qui a principalement touché la Grande-Bretagne, est l'une des premières crises boursières de l'histoire. |
| 1836  | Krach de 1836 et Panique de 1837          | Actions, banque              | En 1836, l'Angleterre connaît un nouveau krach boursier à la suite de la décision du président américain Andrew Jackson de subordonner la vente de terres d'État à un paiement en métaux précieux. Cette décision donne un brusque coup d'arrêt à la spéculation foncière en Amérique. Les banques américaines ayant contracté des emprunts à Londres, la crise financière touche durement le Royaume-Uni et aura des répercussions jusqu'en Allemagne. Peu après, le 10 mai 1837, la bulle spéculative éclate aux États-Unis lorsque les banques américaines suspendront leurs paiements en espèces. |
| 1847  | Krach de 1847                             | Actions                      | En Angleterre et en France, l’engouement pour les actions des compagnies de chemin de fer et la sous-estimation du coût des travaux d'investissement ont fait monter les actions à des cours démesurés. L’effondrement des cours de bourse en 1847, à la suite de nouveaux appels de fonds qui ont mis fin à la confiance, révèle une crise du crédit qui provoque une panique bancaire et la faillite de nombreuses banques ainsi que la suspension de l'activité de plusieurs compagnies. Peu après, la révolution politique en France engendre une panique boursière qui entraîne une nouvelle vague de faillites. |
| 1857  | Crise de 1857                             | Actions, banque              | En août 1857, la banque Ohio Life and Insurance Company, confrontée à une forte demande de crédit, suspend ses paiements. Elle est rapidement suivie par les banques de New York, du Maryland et de Pennsylvanie, puis par d'autres banques importantes à Baltimore, Philadelphie et Boston. Le taux de l'escompte s'accroît fortement et, dans le courant de septembre, les actions de chemin de fer enregistrent une forte baisse à la Bourse de New York. La crise américaine se propage immédiatement en Angleterre sous la forme d'une crise de change qui se complique rapidement d'une crise de crédit intérieur. Bien que moins violente, elle atteint également la France où la Bourse de Paris connaît une forte baisse. Elle est suivie d'une récession économique dans tous les pays unis par des liens monétaires, financiers et économiques. |
| 1866  | Crise de 1866                             | Actions, banque              | Des prises de risques considérables (notamment sur le secteur ferroviaire) suivent l'introduction de la responsabilité limitée en 1862 pour les companies (notamment les banques). Elle est précédée d'un ralentissement boursier qui s'est propagé à travers toute l'Europe au début de l'année. La faillite de la maison d'escompte Overend & Gurney le 10 mai 1866, due à un défaut de paiement de la Mid-Wales Railway Company déclenche un krach boursier le vendredi 11 mai (Black Friday), et une panique bancaire qui entraîne une crise de liquidité, avec une série de faillites en chaîne. |
| 1873  | Krach de 1873                             | Actions, immobilier, banques | La Crise bancaire de mai 1873, démarrée par un krach le 9 mai à Vienne, est née d'une spéculation immobilière effrénée qui se retourne quand l'Exposition universelle de 1873 se révèle décevante. Berlin, dopée par loi monétaire prussienne du 4 décembre 1871, et Paris, portée par les spéculations du Baron Haussmann, sont les plus touchées par le retour de manivelle. Les faillites de banques se multiplient, elles se méfient les unes des autres. Aux États-Unis, les difficultés de la Jay Cooke & Co déclenchent la Panique du 18 septembre 1873. Suit la « grande stagnation » de l'économie mondiale entre 1873 et 1896. |
| 1882  | Krach de l'Union générale                 | Actions, banque              | C'est une scorie du Krach de 1873. Le 19 janvier le cours des titres de la banque s'effondre provoquant sa faillite et une crise boursière et bancaire de grande ampleur essentiellement circonscrite à la France. Créée quatre ans plus tôt, l'Union Générale avait fondé un développement fulgurant sur des investissements hasardeux, notamment dans les mines, les assurances et les sociétés foncières, en particulier en Russie, en Autriche-Hongrie et dans les Balkans, et la spéculation boursière. |
| 1890  | Crise Barings                             | Banque, risque systémique    | La plus ancienne banque britannique est en faillite en raison de son exposition à la dette souveraine de l'Argentine, surendettée et en défaut de paiement. La banque d'Angleterre, soutenue par la Banque de France, viendra à son secours pour éviter des faillites en chaîne, mais les banques londoniennes cherchèrent à compenser leurs pertes sur les titres argentins en vendant des titres sur la place de New York contribuant ainsi à transmettre la panique. |
| 1893  | Panique de 1893                           | Banque, actions              | Krach financier qui eut lieu aux États-Unis lorsque les investisseurs tentèrent de convertir leurs avoirs fédéraux en or. |
| 1907  | Panique bancaire américaine de 1907       | Banque, actions              | La panique bancaire américaine de 1907, aussi nommée Panique des banquiers, survient lorsque le marché boursier s'effondre brusquement, perdant près de 50 % de la valeur maximale atteinte l'année précédente. Partie de New York, la panique se propage à tout le pays, de nombreuses banques et entreprises étant acculées à la faillite. |
| 1923  | Hyperinflation de la République de Weimar | Taux d'intérêt               | En Allemagne, l'hyper-inflation atteint son apogée en novembre 1923. Sa cause immédiate est l'exigence française de réparations de guerre (« le Boche paiera »). L'armée française occupe la Ruhr comme gage, paralysant la première région industrielle du pays. En quelques mois, les denrées s'achètent en milliards de marks et il faut une brouette pour transporter les billets. La crise monétaire s'aggrave d'une agitation intérieure (communistes en Saxe et Thuringe, putsch de Hitler à Munich). Américains et Britanniques, qui ont de gros intérêts en Allemagne, convainquent la France de réduire ses prétentions et d'évacuer la Ruhr. |
| 1929  | Krach de 1929                             | Actions                      | Le krach du New York Stock Exchange entre le 24 octobre et le 29 octobre entraîne une crise bancaire qui précipite les États-Unis dans la Grande Dépression. Les événements de ces journées déclenchent la plus grave crise économique mondiale du XXe siècle. |
| 1966  | Crise américaine du crédit                | Banque                       | Après plusieurs années de forte croissance de l'économie, les banques américaines se trouvent à court de réserves dans un contexte où la Réserve fédérale conduit une politique restrictive afin de contenir l'inflation. La crise se traduira par une chute des cours boursiers, une baisse des liquidités et une hausse des taux d'intérêt provoquant un fort ralentissement de l'activité économique. Elle est considérée comme la première crise moderne, des épisodes similaires de resserrement du crédit se reproduisant en 1969 et 1974. |

## Depuis 1971
Les marchés financiers modernes apparaissent à la suite des évènements majeurs de 1971, 1973 et 1976 qui manifestent la double nécessité d'établir un marché des changes pour gérer le nouveau système des changes flottants et de financer les déficits budgétaires des États-Unis, désormais libérés de la contrainte de change.
| Année       | Crise | Marchés financiers en cause                                               | Mécanismes en jeu |
| ----------- | --- | ------------------------------------------------------------------------- | --- |
| 1971        | Inconvertibilité du dollar US | Forex                                                                     | Suspension unilatérale le 15 août par les États-Unis de la convertibilité en or du dollar, qui mène à l'Accord du Smithsonian Institute signé à Washington le 18 décembre 1971. Après une période de transition, cela mènera à l'adoption en février 1973 de l'Accord du Smithsonian Institute signé à Washington le 18 décembre 1971, au système des changes flottants, encore en vigueur aujourd'hui, qui fut effectivement mis en place le 19 mars 1973 et fut entériné par les accords de la Jamaïque du 8 janvier 1976. |
| 1974        | Crise de la Franklin National Bank | Forex, marché monétaire                                                   | En mai, les difficultés de la Franklin National Bank (qui, grâce à la Fed et la FDIC, est finalement rachetée en octobre par une autre banque) conduisent à une crise inédite sur le marché monétaire à cause de l'implication de la banque dans le marché des certificats de dépôts, libéralisé une décennie plus tôt. |
| 1974        | Banque Herstatt | Banque, forex, risque systémique                                          | Le 26 juin, dépôt de bilan effectif de la banque allemande Herstatt alors que la partie en dollars américains des opérations de change de la banque, à cause du décalage horaire, n'est pas dénouée. Première prise de conscience du risque systémique sur les marchés financiers modernes. |
| 1974        | Crise obligataire de 1974 | obligations                                                               | Le choc pétrolier fait chuter les obligations anglaises car il aggrave une inflation déjà présente. Le gouvernement travailliste est obligé de demander 3,9 milliards de dollars au FMI en 1976, en raison d'un marché obligataire boycotté, après un pic d'inflation à 25 % en 1975. |
| 1976        | Crise monétaire européenne de l'année 1976                                                                                                 | Forex                                                                     | Le système des changes flottants, en vigueur depuis peu et entériné par les accords de la Jamaïque du 8 janvier 1976 est soumis à de fortes pressions spéculatives, qui provoquent la sortie du Serpent monétaire européen ou la dévaluation de quatre grandes monnaies, celles de l'Italie, l'Espagne, la France et l'Angleterre. Après cette crise, de 1976 à 1979 le Serpent monétaire européen devient une sorte de zone mark : seuls mark, florin, franc belge et couronnes scandinaves y participent. |
| 1979        | Hausse des Fed Funds", appelée "Choc Volcker"                                                                                              | Marché monétaire américain                                                | À partir du mois d'octobre, le nouveau gouverneur de la banque centrale américaine, Paul Volcker, fait monter les taux au jour-le-jour du marché monétaire américain, qui dépasseront plusieurs fois 20 %, afin de mettre - avec succès et au prix d'une sévère récession de deux ans - un terme à l'inflation élevée causée au même moment par le second choc pétrolier. |
| 1980        | Corner de l'argent | Métaux, énergie, produits agricoles                                       | Une tentative spectaculaire mais infructueuse de corner du marché de l'argent métal par un pétrolier texan, Nelson Bunker Hunt, et son frère William Herbert Hunt, a été manifestement imaginée et planifiée pendant les années d'inflation, où les anciens métaux précieux pouvaient apparaître comme des valeurs-refuge. Elle se heurte à la hausse gigantesque des taux courts américains (cf supra) et s'achève par a) la faillite des frères Hunt et b) une démonétisation durable des métaux précieux |
| 1982        | Crise de la dette des pays en voie de développement                                                                                        | Banque, taux d'intérêt, risque systémique                                 | Le contre-choc pétrolier (1982-1986) a fait suite au premier choc pétrolier (1973) et au second choc pétrolier(1979), après lesquels les pays en voie de développement, notamment les producteurs de pétrole off-shore, s'étaient lourdement endettés, en partie à taux variable et à court terme, les banques de dépôt cherchant à recycler les énormes dépôts de pétrodollars. La hausse des taux courts américains de 1979-1980 a fait exploser la charge de leur dette et dégradé leur balance des paiements, le Mexique faisant défaut brusquement sur sa dette dès août 1982, déclenchant une raréfaction générale du crédit et provoquant une crise bancaire mondiale. La banque centrale américaine dut modérer ses taux en catastrophe et le FMI accorder des lignes de crédit d'urgence. Le stock de dettes en suspens demeura un problème majeur du système financier mondial jusqu'au plan Brady de 1989, qui titrise cette dette en obligation Brady. |
| 1982-1983   | Crise monétaire européenne de 1982-1983 | Monnaie, taux d'intérêt, inflation, système monétaire européen            | La profonde récession mondiale de 1981-1982 est suivie d'une très forte reprise à l'hiver 1982-1983, notamment en Allemagne, où le mark allemand devient très recherché, provoquant la baisse des autres monnaies européennes, notamment dans les pays où leurs emprunts d'État sont pénalisés par une désinflation nettement moins rapide qu'en Allemagne et qu'aux Etats-Unis, où la Banque centrale américaine a réussi à casser l'inflation. |
| 1985        | Bank of New York | Banque, risque systémique                                                 | Le 21 novembre, une panne informatique à la Bank of New York immobilisa près de 28 heures le système de règlement-livraison des emprunts d'État américains et ne fut dénouée que grâce à un concours sans précédent — 20 milliards de dollars — de la Banque centrale américaine. |
| 1987        | Krach d'octobre 1987 du marché obligataire puis des marchés d'actions                                                                      | Taux d'intérêt, actions, risque systémique                                | À partir de janvier 1987, les marchés d'actions continuent à progresser alors que les taux d'intérêt à 10 ans américains remontent du fait du coup d'arrêt à la baisse du dollar voulu par les accords du Louvre. À la fin de l'été, ils sont remontés de 300 points de base, rendant illogique la valorisation de Wall Street. Le 19 octobre, la montée atteint même brièvement 400 points de base, déclenchant le krach boursier le plus spectaculaire jamais vu en un jour. La banque centrale américaine intervient massivement comme prêteur en dernier ressort pour éviter des faillites en chaîne des banques d'investissement. |
| 1989        | Junk bonds | Banque, taux d'intérêt                                                    | Entre le début de l'année et l'automne 1989, le rendement moyen des junk bonds passe de 450 points de base au-dessus de celui des emprunts d'État américains à plus de 1,000 points de base (c'est-à-dire 10 % de taux actuariel) au-dessus de celui des dits emprunts d'État. Mode de calcul : index Merrill Lynch des junk bonds moins le taux actuariel du Constant maturity Treasury 7 ans. Source : (en) Federal Reserve Bank de San Francisco. |
| 1989        | Bulle spéculative japonaise | Actions, immobilier, banques                                              | Le point culminant est atteint le 29 décembre 1989 sur le marché japonais des actions, avec un plus haut en séance à 38 957,44 pour l'indice Nikkei. |
| 1990        | Invasion du Koweït | Pétrole, taux d'intérêt                                                   | Le 2 août 1990, l'Irak envahit le Koweït. Depuis, 1988, l'Irak cherchait à revaloriser ses revenus issus de sa production pétrolière, accusant le Koweït de lui « voler » son pétrole. Les conséquences du conflit sur le plan financier furent : une augmentation du prix du baril, et une tension maximale sur les marchés financiers (remboursement des emprunts des pays en voie de développement et émergents), qui conduisit le FMI à prendre deux mesures, le Enhanced Structural Adjustment Facility (ESAF) et le Compensatory and Contingency Financing Facility. |
| 1992        | Crise du système monétaire européen de 1992                                                                                                | Forex, taux d'intérêt, système monétaire européen                         | Une incertitude importante sur plusieurs référendum sur le traité de Maastricht permettent aux spéculateurs de tester les parités au sein du SME, au Danemark en juin, puis en France en septembre. Peu avant la tenue du référendum français du 20 septembre 1992, la lire italienne doit quitter le SME. Dans la foulée, George Soros et d'autres gestionnaires de hedge funds arrivent à forcer le 16 septembre (Black Wednesday) la sortie de la livre sterling du SME. Le référendum français n'ayant été gagné que de justesse, ils tentent sans succès de pousser aussi le franc français hors du SME, malgré un taux au jour-le-jour du marché monétaire français qui grimpe à plus de 20 % pendant toute la crise. |
| 1993        | Crise du système monétaire européen de l'été 1993                                                                                          | Forex, taux d'intérêt, Système monétaire européen                         | En août, deuxième (cf supra) tentative sur le marché des changes de faire céder la parité Deutsche Mark / franc français, couronnée de succès. Les marges de fluctuation du système monétaire européen (SME) sont élargies considérablement, passant de 2,25% à 15%, de façon à décourager définitivement la répétition de ce phénomène. |
| 1994        | Correction brutale du marché obligataire                                                                                                   | Taux d'intérêt                                                            | Les marchés obligataires, qui avaient trop anticipé la poursuite de la baisse des taux courts, effectuent une correction brutale de plus de 200 points de base pendant presque toute l'année. |
| 1994        | Crise économique mexicaine (« crise Tequila »)                                                                                             | Forex, taux d'intérêt, risque systémique                                  | L'ancrage fixe du peso mexicain au dollar et la suppression d'obstacles structurels aux mouvements de capitaux a entraîné de 1990 à 1993 un afflux de liquidités étrangères: plus de 90 milliards de dollars, qui viennent dollariser l'économie mexicaine et la nourrir du boum des crédits bancaires au privé: +25 % par an, générant une inflation qui érode la compétitivité et creuse le déficit de la balance des paiements à 8% du PIB, ce qui semble incompatible à terme avec et ancrage fixe du peso mexicain au dollar. À partir du 20 décembre 1994, les sorties de capitaux s'accélèrent, faisant chuter le peso. Les États-Unis, menés par leur président Bill Clinton, et des organisations internationales, prêtent 50 milliards de dollar US au Mexique une semaine après le début de la crise, dont 18 via le FMI, sans empêcher le PIB mexicain de chuter de 7 % l'année suivante. |
| 1997        | Crise économique asiatique | Forex, banque                                                             | Le mécanisme est très voisin de celui de la crise mexicaine de 1994 (cf supra), avec un ancrage fixe au dollar US de plusieurs monnaies de la région, en particulier le baht thaïlandais, qui a incié le système bancaire local à s'endetter considérablement - à court terme - et en devises, sans se préoccuper du risque de change, notamment pour financer les deux gigantesques vagues de spéculation dans toute la région : immobilière et boursière. Les banques locales empruntent à court terme, en devises, pour prêter à long terme, en monnaie locale. Les garanties sont des immeubles ou des actions ,surévalués dans les deux cas. L'afflux de capitaux étrangers est facilité par la politique monétaire expansive de la Banque du Japon, en lutte contre la déflation. Mais les créanciers étrangers réduisent progressivement leur exposition pendant l'année 1997 et le 2 juillet 1997, les autorités thaïlandaises doivent laisser flotter le baht. Le piège se referme alors sur les économies de la région : crise des taux de change et crise bancaire. |
| 1997-1998   | Brésil | Forex                                                                     | |
| 1998        | Défaut de la Russie sur les GKO, qui cause un flight to quality, lequel cause la quasi-faillite du hedge fund Long Term Capital Management | Taux d'intérêt, risque systémique                                         | Cette longue crise très aigüe des marchés obligataires, provoquée par la démesure des dirigeants du hedge fund Long Term Capital Management, la spectaculaire crise des finances publiques russes et le flight to quality qu'elle a causé, a peut-être été l'alerte la plus importante connue par le système financier mondial : jamais on n'est passé aussi près d'un éclatement définitif des relations entre les divers instruments financiers. |
| 2000        | Krach boursier de 2001-2002 (« éclatement de la bulle internet »)                                                                          | Actions                                                                   | Un économiste américain prédisait que grâce à la « nouvelle économie », il n'y aurait plus jamais de crise. L'éclatement de la bulle internet est arrivée peu après, contribuant au krach boursier de 2001-2002. Crise de surinvestissement dans les télécoms, de surendettement d'une partie des sociétés, et de négligence de certaines contraintes : pour acheter un article par internet, il suffit de quelques clics, mais pour le livrer dans la qualité et les délais prévus, il faut une logistique que nombre de "net-vendeurs" n'avaient pas. Le krach boursier de 2001-2002 est parfois comparé au krach de 1847. |
| 2000        | Turquie | Banque, taux d'intérêt, forex                                             | La crise éclate le 20 novembre 2000 dans le cadre d'un plan de stabilisation de la fin 1999, visant à ramener l'inflation de 65 % en moyenne annuelle à 25 % en 2000 puis moins de 10 % en 2002, via un ancrage de la livre turque au dollar US, de façon à faire baisser les anticipations inflationnistes. L'inflation revient à moins de 35 % en glissement annuel en février 2001, mais entre-temps l'afflux de capitaux extérieurs encourage les banques turques à spéculer sur des emprunts d'État, en s'endettant au taux au jour-le-jour en livres turques ou, pire, en dollars. Comme au Mexique en 1990-1994, la compétitivité de la Turquie s'érode, encore trois fois plus vite au Mexique, déteriorant la balance des paiements et créant une panique obligataire. Du 10 novembre au 10 décembre, les taux des emprunts d'État turcs à moyen terme passent de 40 % à 110 %. Face à perspective de faillites bancaires turques, le marché monétaire turc s'assèche et les crédits en devises ne sont pas renouvelés. Un important prêt d'urgence du FMI en décembre se révèle insuffisant et, en février la livre turque flotte, se dépréciant de 50 %. Un deuxième plan d'aide, beaucoup plus important, intervient sous l'égide des États-Unis. Voir aussi : (en) OCDE et Thierry Coville (CNRS) : Turquie : la crise annoncée |
| 2000 - 2009 | Hyperinflation au Zimbabwe | Hyperinflation                                                            | Économie du Zimbabwe |
| 2001        | Attentats du 11 septembre 2001 | Risque systémique                                                         | Non seulement un certain nombre d'établissements financiers de première importance avaient des services divers dans les tours du World Trade Center et aux alentours, mais plusieurs nœuds de communication vitaux pour les systèmes de paiement et de compensation des marchés financiers furent touchés par l'attaque. La banque centrale américaine, la Fed, a réagi avec une grande promptitude et une vigueur impressionnante. Elle a injecté immédiatement sans limite toutes les liquidités demandées par les banques qui étaient victimes d'une asymétrie dans leurs règlements, c'est-à-dire qui avaient des règlements à effectuer mais n'avaient pas encore été créditées par leurs autres contreparties. L'injection fut si massive que le taux au jour-le-jour du marché interbancaire domestique américain, dit taux des Fed Funds, tomba à zéro pendant plusieurs jours. La Fed continua pendant plus d'une semaine à fournir à volonté les liquidités demandées par les banques, préférant ne pas jouer avec le risque systémique. De son côté, la Banque centrale européenne (BCE) accorda 130 milliards d'euros de liquidités supplémentaires aux banques européennes. Enfin, il y eut une baisse surprise concertée des taux directeurs de la Fed, de la BCE et de la Banque d'Angleterre.                                |
| 2001        | Junk bonds | Taux d'intérêt                                                            | À l'automne 2001, les spreads de crédit des junk bonds retrouvent un niveau proche de celui atteint pendant la crise de 1989 (cf supra). Les attentats du 11 septembre puis une légère contagion de la part de la crise économique argentine (cf infra) leur feront à nouveau dépasser 1 000 points de base. |
| 2001        | Crise économique argentine | Forex                                                                     | Elle éclate en novembre 2001 |
| 2002        | Brésil | Marché obligataire, forex                                                 | À l'approche de l'élection présidentielle du 27 octobre, la probabilité grandissante de la victoire à celle-ci de Luíz Inácio da Silva, dit « Lula », crée des inquiétudes de plus en plus aigües chez les détenteurs de la dette publique brésilienne. L'Argentine (cf supra) vient de faire défaut sur sa dette et la peur grandit qu'une fois élu, « Lula » fasse adopter un moratoire des paiements d'intérêt. Tout au long de l'année l'écart de rendement entre les obligations émises en dollar US par le Brésil et les emprunts d'État américain progresse, pour culminer en octobre à 2300 points de base (c’est-à-dire 23 % en écart de taux actuariel). Ce niveau attribuait implicitement au Brésil une probabilité de faire défaut proche de 100 %. En même temps, le real s'était déprécié, perdant la moitié de sa valeur. Le plus frappant est que cette crise s'est poursuivie malgré la mise en place d'un concours colossal de 30 milliards de dollars par le FMI, dont 6 seulement avant l'élection et 24 débloqués après. Cette bulle s'est dégonflée rapidement une fois l'élection passée, quand il est devenu clair que le nouveau président ne se lancerait pas dans l'aventurisme financier. |
| 2008        | Crise financière de 2007-2009 dite aussi crise des subprimes                                                                               | Marché immobilier, banque, actions, risque systémique                     | Provoqué par la titrisation des créances douteuses issues de la bulle immobilière américaine des années 2000. La crise éclata pendant l’été 2007 (connu alors comme la crise des subprimes). Elle s'est manifestée par une baisse de l'immobilier, un effet domino provoquant l'effondrement de diverses grandes banques dans le monde et une baisse des bourses d'actions. Les banques centrales (BCE et Fed principalement) ont injecté d’importantes liquidités. L'adoption d'un plan de sauvetage du système bancaire aux États-Unis (plan Paulson) et d'autres mesures prises notamment en Europe n'ayant pas suffi à rétablir la confiance, une chute des bourses mondiales s'est déroulé en octobre 2008. Le marché interbancaire est de son côté presque totalement paralysé par des taux d'intérêt très élevés et une crise de confiance généralisée. L'économie non financière commence de son côté à être atteinte par la crise. Les fonds de retraite des États-Unis ont à ce moment perdu 2000G$ US en un an. |
| 2009-?      | Crise grecque | Devise, Marché obligataire, actions, risque systémique                    | Elle commence fin 2009 mais ne devient réellement visible qu'en 2010. Elle résulte à la fois de la crise économique mondiale et de facteurs propres à la Grèce : un fort endettement (environ 120 % du PIB) et un déficit budgétaire avoué qui passe de 6 % du PIB à 12,7 % pour finalement atteindre 15,4 %. Cette crise est en grande partie due au manque de transparence dont a fait preuve le pays dans la présentation de sa dette et de son déficit. La crise menace de s'étendre à d'autres pays, notamment le Portugal et l'Espagne, des pays fragiles qui ont été amenés à prendre des mesures de rigueur. Pour certains, cette crise traduirait les difficultés d'une Europe menacée de déclassement. |
| 2010- 2014, | Crise espagnole | Marché immobilier, banque, actions, risque systémique, marché obligataire | Elle découle en partie de la bulle immobilière espagnole (1999-2008). Elle commence par la forte dégradation de la notation de la dette espagnole par les principales agences de notation. Il s'ensuit une fuite brutale des capitaux investis dans le pays. De nombreux secteurs sont durement frappés, notamment le secteur touristique, moteur de l'économie espagnole, déjà amputé par la baisse de la clientèle étrangère et achevé par la disparition de la clientèle nationale. De même, le secteur bancaire, avec la faillite de Bankia, connaît une très grave crise. |
| 2012-?      | Crise économique vénézuélienne | Forex, inflation, marché, hyperinflation                                  | La chute du prix du baril de pétrole a très fortement affecté le Venezuela où 96 % des recettes de l’État sont tirées de l'exploitation de pétrole. En conséquence, le pays connait une des plus graves crises économiques de son histoire après une récession du PIB du pays à 2 chiffres à partir de 2016 et une situation d'hyperinflation à un niveau jamais vu depuis très longtemps, dépassant la barre de 1 000 000 % en 2018 selon le FMI. |
| 2014-?      | Crise économique du Brésil |                                                                           | Elle commence fin 2014 mais ne devient réellement visible qu'en 2015. Elle résulte par la forte dégradation qui a suivi la réélection présidentielle de Dilma Roussef : hausse, allégations de corruption et la perte de la capacité d'investissement public entraîna une forte récession économique. |
| 2014-?      | Crise du rouble russe de 2014-2015 | Forex                                                                     | À la suite de l'annexion de la Crimée par la Russie, des sanctions économiques de la part de l'Europe et de la baisse de prix du pétrole, le rouble russe connait un krach qui aura des répercussions économiques très graves pour la Russie dont la mise en faillite de plus d'une soixantaine d'établissements financiers et d'une longue période de récession. |
| 2015        | Krach boursier de 2015 en Chine | Actions                                                                   | Le krach boursier en Chine commence le 12 juin 2015. Le tiers de la valeur des titres de la bourse de Shanghai a été perdu en l'espace d'un mois. Les entreprises inscrites voient donc leur capacité d'emprunt fortement réduite, ce qui ralentira leur croissance et affectera par ricochet les bourses américaines. Ce krach serait la conséquence d'une bulle financière commencée en novembre 2014. |
| 2018        | Crise de la lire turque | Forex, taux d'intérêt                                                     | Face à une inflation galopante (avec un taux d'inflation annuel d'environ 13 % pour 2018), des taux d'intérêt restant bas sous la pression du président Turc Erdogan, à la suite de menaces commerciales de la part du président américain Donald Trump et à la volonté de ce dernier de « punir » la Turquie pour la détention du pasteur américain Andrew Brunson, la livre turque perd près de la moitié de sa valeur le 13 août. Son taux de change passe en une journée de 3,5 livres pour 1 dollar à 7,5 livres pour 1 dollar. |
| 2018        | Crise économique argentine de 2018 | Forex, inflation                                                          | Entre janvier et septembre 2018, le peso argentin perd 50 % de sa valeur. Pour faire face à la dépréciation de la monnaie, la banque centrale relève fortement son taux directeur. De son côté, Mauricio Macri lance un plan d’austérité prévoyant notamment la suppression d’une dizaine de ministères et l’augmentation des taxes à l’exportation. |
| 2020        | Crise économique du Coronavirus | Actions                                                                   | Avec le début de l'épidémie de Coronavirus au début du mois de décembre 2019 en Chine, la maladie se répand à travers le monde et cause une chute libre des bourses mondiales, principalement les bourses asiatiques et européennes, zones les plus touchées par l'épidémie. C'est au cours de cette crise que le CAC 40 enregistre la pire séance de son histoire. |
| 2021 - 2022 | Crise économique srilankaise de 2021 | Devise, Forex, Inflation, Défaut souverain                                | La Crise économique srilankaise de 2021 est une crise économique ayant touché le Sri lanka en 2021, et ayant conduit à sa faillite en 2022. Le tourisme, qui représentait 13 % PIB du pays et 16 % des entrées totales de devises, a été fortement affecté par l'épidémie de Coronavirus, qui a induit un verrouillage national du pays et la fermeture d'aéroports, réduisant à zéro la demande touristique nationale et étrangère. La chute de cette ressource financière a entrainé une dégradation de la notation financière du pays, renchérissant ses coûts d'emprunts et l'empêchant de se financer sur le marché des capitaux. A cela s'est ajouté un endettement élevé vis-à-vis de la Chine pour le développement de plusieurs infrastructures du pays, ainsi que des mauvaises récoltes dû à la sécheresse. La pénurie de devises qui s'en est suivi à empêcher le Sri lanka d'importer des médicaments ou autre besoins essentiels en 2021, le président imposant alors une restrictions sur ces produits de premières nécessité. L'ampleur de sa dette extérieure envers la Chine entraina sa faillite en 2022, ainsi qu'une violente crise politique. |
| 2021 - 2022 | Crise énergétique mondiale de 2021-2022 | Inflation, hyperinflation, taux d'intérêt                                 | La crise énergétique mondiale de 2021-2022 est une pénurie d'énergie dans le monde, causée en 2021 par la forte reprise économique mondiale après la récession liée à la pandémie de Covid-19 de 2020, puis amplifiée à partir de mars 2022 par l'invasion de l'Ukraine par la Russie. |